# Britischer Idealismus
Der Britische Idealismus oder Oxforder Idealismus ist eine philosophische Strömung, die im letzten Drittel des 19. und im ersten Drittel des 20. Jahrhunderts in England dominierend war, bis sie durch die analytische Philosophie abgelöst wurde. Die Bezeichnung beruht darauf, dass ihre Vertreter ausgehend von Kant und vor allem Hegel idealistische Positionen vertraten, die jedoch deren Philosophie inhaltlich abwandelten. Außerhalb Englands wurde der Britische Idealismus kaum rezipiert.

## Vertreter
Als Begründer des britischen Idealismus gilt Thomas Hill Green. Bernard Bosanquet, Richard Lewis Nettleship, William Wallace, Francis Herbert Bradley und Arnold Toynbee waren seine Schüler am Balliol College in Oxford. Edward Caird war 1860 und 1893 am Balliol Collage. Harold Henry Joachim, der auch am Balliol College studierte, war Schüler von Nettleship. John Richardson Illingworth studierte am Corpus Christi College in Oxford. Im Merton College wirkten Wallace, Joachim, F. H. Bradley und Taylor.
Neben dieser Oxforder Gruppe gab es eine zweite in Glasgow, wo John Caird und Edward Caird studierten und später auch lehrten. Zu den Schülern von Edward Caird gehören John Watson, Henry Jones, John Stuart Mackenzie, John MacCunn und John Henry Muirhead. MacCunn und Muirhead studierten nach ihrem Aufenthalt in Glasgow auch am Balliol College.
In Edinburgh studierten David George Ritchie, William Ritchie Sorley und Richard Burdon Haldane. Ritchie ging 1874–1878 zum Balliol College, Sorley nach Cambridge und Haldane zu Hermann Lotze nach Göttingen.
Am Trinity College in Cambridge wirkten Mackenzie, Sorley und McTaggart.

## Die Einheit der Welt
Die Philosophie der britischen Idealisten ist vor allem durch ihre Ansicht über die Position des Wissens geprägt. Sie gehen davon aus, dass alle Ideen miteinander zu einem Ganzen verbunden sind. Die einzelnen Wissenschaften, die Religion und die Poesie können nicht voneinander getrennt werden, sondern bilden eine Einheit. Gegenstand der Philosophie ist die Untersuchung dieses Ganzen. Die verschiedenen philosophischen Disziplinen werfen nur einen unterschiedlichen Blick auf dieses Ganze.

## Sozialphilosophie
Ihre Sozialphilosophie ist bestimmt durch die Annahme, dass das Individuum nicht ohne die Gesellschaft, die das Individuum maßgeblich prägt, verstanden werden kann. Der Staat soll nicht nur über die Freiheit wachen, sondern den Individuen helfen, das Beste aus ihrem Leben zu machen. Das Recht ist kein Naturrecht, sondern soll helfen, die Ziele des Staates zu erreichen. Außerdem traten sie für die Einheit von Theorie und Praxis ein, d. h. die Wissenschaft soll sich in die politischen Auseinandersetzungen einmischen.
In sozialphilosophischer Hinsicht wird die Kritik am kontraktualistischen Liberalismus und am Hedonismus hervorgehoben. Der Britische Idealismus sei auf Grund der Dominanz der analytischen Philosophie „lange vergessen“ gewesen, erfahre jedoch in den letzten Jahren „ein verstärktes Interesse“, weil er einen „sozialdemokratischen Liberalismus“ begründen helfe.

## Verständnis der Philosophiegeschichte
Die Interpretation der Philosophiegeschichte ist bei den britischen Idealisten durch das Hegelsche Geschichtsverständnis geprägt. Sie interessierte die Philosophiegeschichte weniger als Sammlung von Ideen und es ging auch nicht vorrangig darum, wie einzelne Überlegungen widerlegt werden können. Sondern es ging ihnen mehr darum, wie die Ideen der Vergangenheit in die eigene Position absorbiert werden können, d. h. wie die Fehler so korrigiert werden können, dass die eigenen Vorstellungen vorangetrieben werden, welche Entwicklungsrichtung sich in der Philosophiegeschichte finden lassen.